# Рупе (Велике Лашче)
Рупе (словен. Rupe) је насељено место у општине Велике Лашче, Средњесловенска регија, Словенија.

## Историја
До територијалне реорганизације у Словенији биле су у саставу града Љубљане, односно старе општине Вич–Рудник.

## Становништво
У попису становништва из 2011. године, Рупе су имале 5 становника.
| Број становника према пописима | Број становника према пописима | Број становника према пописима |
| ------------------------------ | ------------------------------ | ------------------------------ |
| 1991                           | 2002                           | 2011                           |
| 9                              | 4                              | 5                              |